# كحول نيوبنتيلي
كحول نيوبنتيلي هو مركب له الصيغة الكيميائية: (CH3)3CCH2OH. وهي مادة صلبة عديمة اللون. المركب هو واحد من ثمانية ايزومرات لكحول البنتيلي.

## التحضير
يمكن تحضير كحول النيوبنتيلي من هيدرو بيروكسيد ثنائي أيزوبيوتيلين. ويمكن أيضًا تحضيره عن طريق اختزال حمض ثلاثي ميثيل الخليك مع هيدريد ألومنيوم الليثيوم. تم وصف كحول نيوبنتيل لأول مرة في عام 1891 بواسطة (L. Tissier). الذي أعده باختزال خليط من ثلاثي ميثيل حمض الأسيتيك وكلوريد ثلاثي ميثيل أسيتيل مع ملغم الصوديوم.
يمكن تحويل كحول نيوبينتيل إلى يوديد نيوبينتيل عن طريق العلاج بثلاثي فينيل فوسفيت / يوديد الميثيل:
(CH3)3CCH2OH  +  [CH3(C6H5O)3P]+I− →   (CH3)3CCH2I  +  [CH3(C6H5O)2PO  +  C6H5OH